# Dolenja Dobrava, Trebnje
Dolenja Dobrava este o localitate din comuna Trebnje, Slovenia, cu o populație de 66 de locuitori.